# Movimiento Popular por el Cambio de Barbuda
Movimiento Popular por el Cambio de Barbuda (en inglés: Barbuda People's Movement for Change), abreviado como BPMC, fue un partido político regionalista que existió en Barbuda entre 2002 y 2005. Estaba alineado con el Partido Laborista de Antigua (ALP) y era sucesor de la Organización para la Reconstrucción Nacional y grupos escindidos del Movimiento Popular de Barbuda (BPM). Se oponía a una independencia total de Barbuda y proponía una mayor cooperación con el gobierno central de Antigua y Barbuda.
El partido, liderado por Arthur Nibbs, disputó las elecciones al Concejo de Barbuda en 2003 y 2005, en ambas sin obtener miembros electos. En las elecciones generales de 2004, Nibbs disputó la circunscripción única de Barbuda como candidato del BPMC y empató con Trevor Walker, del BPM, por 400 votos cada uno, lo que resultó en una repetición de las elecciones. En la repetición, Walker derrotó a Nibbs por un margen de 13 votos.
El BPMC se volvió inactivo después de las elecciones al Concejo de 2005, en las cuales obtuvo el 44,03% de los votos y ningún escaño. Gran parte de sus miembros, incluido Nibbs, se unificaron con el Partido Laborista de Antigua y Barbuda (ABLP), que desde entonces ha operado como partido nacional unificadamente en las dos islas. Nibbs resultaría electo miembro del Parlamento por Barbuda como candidato del ABLP en 2014.

## Resultados electorales

### Elecciones generales
|  | 1.02 % |

|  | 50.00 % |

|  | 1.03 % |

|  | 49.87 % |

### Concejo de Barbuda
|  | 0.00 % |

|  | 44.03 % |